# Navallo (Taramundi)
Navallo (oficialmente y en asturiano: O Navallo) es una aldea de la parroquia de Veigas, concejo de Taramundi, en la comarca del Eo-Navia, Principado de Asturias, España.